# 強烈熱帶風暴法妮黛 (1977年)
強烈熱帶風暴法妮黛（英語：Severe Tropical Storm Freda，菲律賓大氣地球物理和天文服務管理局：Pining）是1977年太平洋颱風季中其中一個熱帶氣旋，風暴於9月22日形成，在9月25日消散，維持僅約三日。法妮黛在菲律賓以東海面形成，之後隨即以較高移動速度，向西北偏西橫過南海，不久經由雷州半島東北部進入華南地區，最終在內陸迅速消散。法妮黛是令皇家香港天文台懸掛該年唯一八號烈風或暴風信號的風暴，亦是自1965年颱風法妮黛及1971年颱風法妮黛以來，再次有同名颱風影響香港和華南。不過因法妮黛快速移動之緣故，對香港的破壞不大，最終導致一人死、37人傷。至於臺灣及廣東省則未有明顯災情。

## 氣象歷史
一個熱帶低氣壓於9月22日在馬尼拉以東約870公里附近海面形成，該熱帶低氣壓起初即以西北偏西方向，時速約30公里的高速度移動，橫過巴士海峽。菲律賓大氣地球物理和天文服務管理局基於此熱帶低氣壓在菲律賓責任區內形成，隨即對它進行監測及給予其菲律賓名稱「Pining」。該熱帶低氣壓在翌日進入南海後增強，皇家香港天文台及美國聯合颱風警報中心皆將它升格成為熱帶風暴，其中後者將它命名為法妮黛，臺灣交通部中央氣象局同日升為輕度颱風。同日較後時間，香港天文台再將法妮黛升為強烈熱帶風暴，當時天文台經氣象衛星雲圖分析之後，指出中心風力已達110公里每小時。
法妮黛在9月24日仍然維持時速約30公里向西北偏西方向移動，先後經過東沙群島和香港南方海面，不過在前幾日颱風戴娜在南海北部徘徊一段時間，那裡海水溫度已經降低，法妮黛的發展因而受到窒礙，始終未能組織得完善，風眼亦未見清晰。法妮黛在同日晚間已抵達上川島附近，事實上它在生命期餘下時間，沒有改變移動速度和方向。法妮黛最終於9月25日上午在廣東省湛江地區陽江縣上洋鎮沿海，即香港西南偏西225公里處登陸，其後經雷州半島進入內陸，威力減弱。到數小時後，美方、香港天文台及中央氣象局皆降格其為熱帶低氣壓，它不久後在雷州半島北方陸地上消失。

## 影響

### 港澳
- 當地評定巔峰強度分級：（HKO）
- 當地評定最大持續風速：110每小時（31每秒；59節）（十分鐘）
- 當地懸掛之最高熱帶氣旋警告信號： 八號東北烈風或暴風信號
- 最接近當地時間：1977年9月24日上午8時
- 最接近當地位置：天文台總部之西南偏南約130公里

皇家香港天文台在9月23日晚上10時5分懸掛一號戒備信號，隨著法妮黛加速靠近香港，天文台在翌日凌晨5時20分改掛三號強風信號。法妮黛持續增強及靠近華南地區，由於天文台預計境內風力逐漸加強並有機會吹烈風，所以在同日下午3時5分改掛八號東北烈風或暴風信號。不過法妮黛影響香港的時間很短，境內烈風持續不足半日，天文台到同日晚上11時15分因應法妮黛遠離而改掛三號信號，所有信號於9月25日凌晨5時10分除下。
天文台形容法妮黛來去匆匆，異乎平常，不過因早前颱風戴娜在南海徘徊而令南海海水溫度降低，法妮黛發展受阻，故法妮黛對香港影響輕微。隨著天文台懸掛八號信號，香港水陸交通在9月24日下午到晚上逐漸停頓，機場方面有數班航機延誤或取消。這場風暴導致一死37人受傷，死者是一名34歲，於風雨中在九龍旺角遭小巴撞死的女子，而傷者多為被風吹倒的玻璃或物件所傷。市區多處棚架倒塌，其中觀塘藍田邨對開空地神功戲棚被吹至完全倒塌，但無人受傷，黃竹坑道、軒尼詩道及筲箕灣道等地也有棚架倒塌，相關路段一度封閉。另外，有兩艘遠洋貨輪在風暴中斷錨並隨海飄流，當局立即派出拖船協助救援，最終駛回安全地方。時任港督麥理浩的訪英行程亦因風暴需要延期。
澳門方面，氣象台曾在9月24日下午4時15分起為法妮黛懸掛八號風球，受風暴影響，當地逸園賽狗活動取消，澳氹大橋關閉，交通服務需要暫停，來往港澳間的渡輪停航。

### 臺灣及中國大陸
- 臺灣
  - 當地評定巔峰強度分級：（CWB）
  - 當地評定最大持續風速：28每秒（54節；100每小時）（一分鐘）
  - 當地評定中心最低氣壓：980百帕斯卡（28.94英寸汞柱）
  - 當地發布之颱風警報：海上颱風警報
- 中國大陸
  - 當地評定巔峰強度分級：（CMA）
  - 當地評定最大持續風速：30每秒（58節；110每小時）（二分鐘）
  - 當地評定中心最低氣壓：980百帕斯卡（28.94英寸汞柱）

臺灣中央氣象局在9月24日早上4時10分為法妮黛發布海上颱風警報，到同日下午3時解除，期間沒有災情報告。中國大陸廣東省氣象台在9月24日晚間為該年「第十二號颱風」（7712號颱風，指法妮黛）發佈警報，指颱風於翌日早上，在陽江縣至湛江市之間沿海登陸，廣東西南部至海南島一帶會有大雨至暴雨。據該氣象台資料，颱風最後於9月25日在陽江縣上洋鎮沿海登陸，登陸時風力達十級，是該年最後一個登陸中國大陸的風暴，不過當地同樣未有明顯災情報告。

## 註腳
1. ↑  包括日本氣象廳在內的全世界大部分區域專責氣象中心採用十分鐘持續風速衡量熱帶氣旋強度，但美國的聯合颱風警報中心採用一分鐘持續風速，兩個數值的換算比約為1比1.14。[5]

## 外部連結
- 1977年熱帶氣旋年刊 （页面存档备份，存于），皇家香港天文台
- 民國六十六年北太平洋西部颱風概述 （页面存档备份，存于），交通部中央氣象局